# 次仁多吉 (1945年)
次仁多吉（藏語：ཚེ་རིང་རྡོ་རྗེ་，威利转写：tshe ring rdo rje；1945年12月—2009年2月15日），男，藏族，西藏拉孜人，中华人民共和国官员。

## 生平
1966年7月，次仁多吉参加工作，1970年8月加入中国共产党。次仁多吉历任西藏自治区比如县下曲卡区委副书记、革委会副主任，比如县农机厂党支部书记、厂长，比如县委常委、宣传部部长，县委常委、纪委书记，那曲地区经计委副主任兼物资局局长，那曲地区经计委党组副书记、副主任，那曲地区行署副专员，西藏自治区计经委副主任兼区经协办主任，西藏自治区计划委员会副主任兼区统计局党组书记、局长，西藏自治区发展计划委员会党组成员、副主任，西藏自治区发展计划委员会党组成员、巡视员，西藏自治区发展和改革委员会党组成员、巡视员，西藏自治区政协第六届、第八届委员等职务。2008年2月，经组织批准，次仁多吉退休。
2009年2月15日，次仁多吉在拉萨病逝，享年65岁。